# Майкапшагай
|  |

|  |

|  |

|  |

|  |

Майкапшагай, Майкапчагай (каз. Майқапшағай) — один из пяти пунктов пропуска на Казахстано-китайской границе (самый северный из пяти). Расположен в Зайсанском районе Восточно-Казахстанской области напротив китайского города Зимунай в крайне северной части Синьцзяна.

## Описание
Майкапчагай является конечной точкой европейского маршрута E127, что делает его самой восточной точкой европейской системы маршрутов (85°36' в. д.). Пограничный пост расположен недалеко от центра Евразии и примерно в 150 километрах от самой удаленной от океана точки на Земле. Ближайший город Зайсан находится в 66 км к западу по трассе E127, а небольшой поселок Каратал расположен примерно на полпути к Зайсану.
Жители сопредельной области Казахстана могут пересекать пост без визы Китая. 
По состоянию на 2019 год намечена реконструкция автомобильной дороги Е127 от пограничного поста Майкапчагай до города Калбатау Жарминского района, на расстоянии 415 км.